# Ай-Гулъяун
Ай-Гулъяун (Ай-Гулъягун; Ай-Кулъяун; устар. Ай-Гуль-Яун) — река в России, протекает по территории Нижневартовского района Ханты-Мансийского АО. Устье реки находится в 397 км по левому берегу Агана. Длина реки — 49 км.

## Данные водного реестра
По данным государственного водного реестра России относится к Верхнеобскому бассейновому округу, водохозяйственный участок реки — Обь от впадения реки Вах до города Нефтеюганск, речной подбассейн реки — Обь ниже Ваха до впадения Иртыша. Речной бассейн реки — (Верхняя) Обь до впадения Иртыша.